# Manutention ferroviaire
 (janvier 2022).
Si vous disposez d'ouvrages ou d'articles de référence ou si vous connaissez des sites web de qualité traitant du thème abordé ici, merci de compléter l'article en donnant les références utiles à sa vérifiabilité et en les liant à la section « Notes et références ».
 (septembre 2010).
La manutention ferroviaire recouvre principalement les travaux de chargement et déchargement de marchandise, de matériel, de charbon, la désinfection des wagons, le nettoyage des cours des gares et des dépôts, le lavage et le nettoyage des voitures à voyageurs, le portage des bagages, les travaux de mutation des boggies et des essieux dans les gares frontalières et l'assistance en matériel roulant en environnement dédié.

## Règlement français
Le code du travail, en résumé :
- Un homme ne peut porter plus de 55 kg
- Une femme ne peut porter plus de 25 kg
- L'établissement doit organiser des formations de manutention
- L'établissement doit travailler sur l'organisation et fournir du matériel adéquat.

Les dispositions de la présente section s'appliquent à toutes les manutentions dites manuelles comportant des risques, notamment dorso-lombaires, pour les travailleurs en raison des caractéristiques de la charge ou des conditions ergonomiques défavorables. On entend par manutention manuelle toute opération de transport ou de soutien d'une charge, dont le levage, la pose, la poussée, la traction, le port ou le déplacement, qui exige l'effort physique d'un ou de plusieurs travailleurs.
L'employeur doit prendre les mesures d'organisation appropriées ou utiliser les moyens adéquats, et notamment les équipements mécaniques, afin d'éviter le recours à la manutention manuelle de charges par les travailleurs. Toutefois, lorsque la nécessité d'une manutention manuelle de charges ne peut être évitée, notamment en raison de la configuration des lieux où cette manutention est effectuée, l'employeur doit prendre les mesures d'organisation appropriées ou mettre à la disposition des travailleurs les moyens adaptés, si nécessaire en combinant leurs effets, de façon à limiter l'effort physique et à réduire le risque couru lors de cette opération.
Pour la mise en œuvre des principes généraux de prévention et sans préjudice des autres dispositions, lorsque la manutention manuelle ne peut pas être évitée, l'employeur doit:
- Évaluer, si possible préalablement, les risques que font courir les opérations de manutention pour la sécurité et la santé des travailleurs.
- Organiser les postes de travail de façon à éviter ou à réduire les risques, notamment dorso-lombaires, en mettant en particulier à la disposition des travailleurs des aides mécaniques ou, à défaut de pouvoir les mettre en œuvre, les accessoires de préhension propres à rendre leur tâche plus sûre et moins pénible.

Les jeunes travailleurs de moins de dix-huit ans et les femmes employés dans les établissements mentionnés à l'article précédent ne peuvent porter, traîner ou pousser tant à l'intérieur qu'à l'extérieur de ceux-ci des charges d'un poids supérieur aux poids suivants : personnel féminin de dix-huit ans et plus : 25 kg. 
Lorsque le recours à la manutention manuelle est inévitable et que les aides mécaniques prévues ne peuvent pas être mises en œuvre, un travailleur ne peut être admis à porter d'une façon habituelle des charges supérieures à 55 kilogrammes qu'à condition d'y avoir été reconnu apte par le médecin du travail, sans que ces charges puissent être supérieures à 105 kilogrammes.
Sans préjudice des dispositions pris pour son application, l'employeur doit faire bénéficier les travailleurs dont l'activité comporte des manutentions manuelles :
- D'une information sur les risques qu'ils courent lorsque les activités ne sont pas exécutées d'une manière techniquement correcte, en tenant compte des critères d'évaluations.
- D'une formation adéquate à la sécurité relative à l'exécution de ces opérations ; au cours de cette formation, qui doit être essentiellement à caractère pratique, les travailleurs sont instruits sur les gestes et postures à adopter pour réaliser en sécurité les manutentions manuelles.

Un chariot élévateur est un engin de manutention destiné au transfert de charges dans les usines ou les halles de stockage. Ses domaines d'activité sont principalement la reprise des produits finis des chaînes de fabrication vers les lieux de stockage, le chargement ou déchargement des moyens de transport tel les wagons ou camions, l'aide au chargement ou déchargement dans les cales des navires, mais sa grande souplesse lui permet beaucoup d'usages